# Fritz Koelle

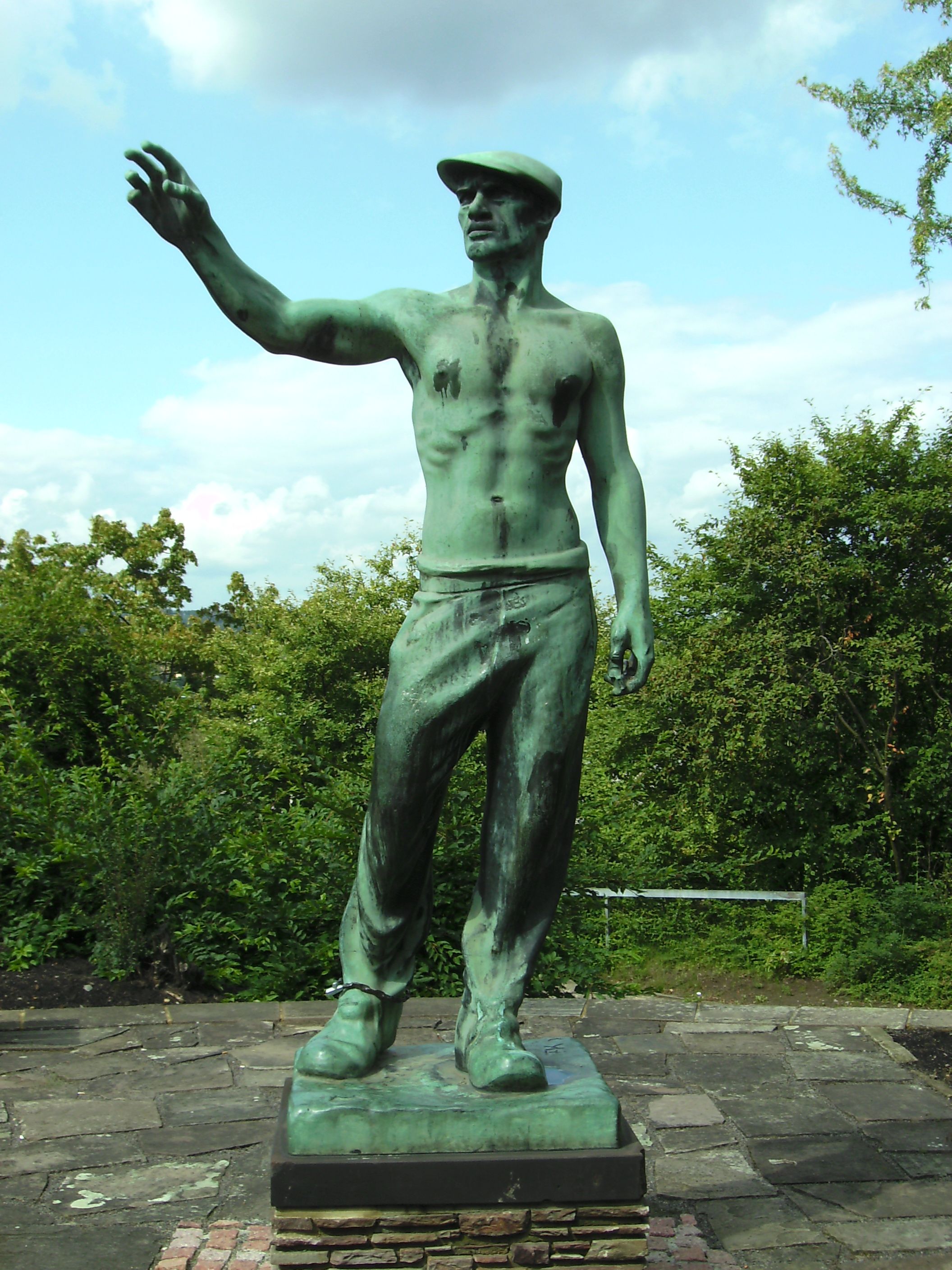
Koelle: Der Walzmeister, Bronze. Standort: BBZ St. Ingbert

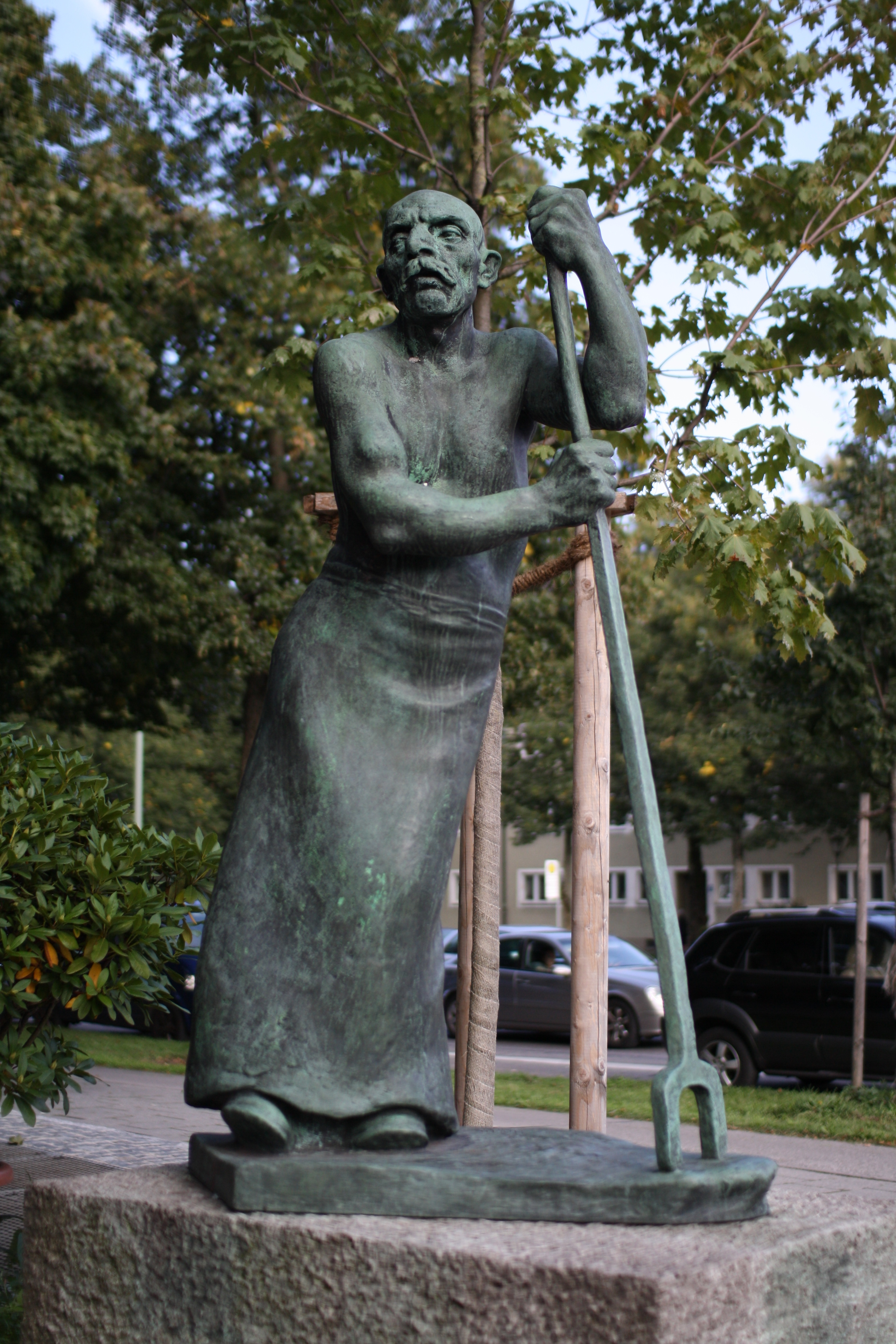
Der Blockwalzer, München

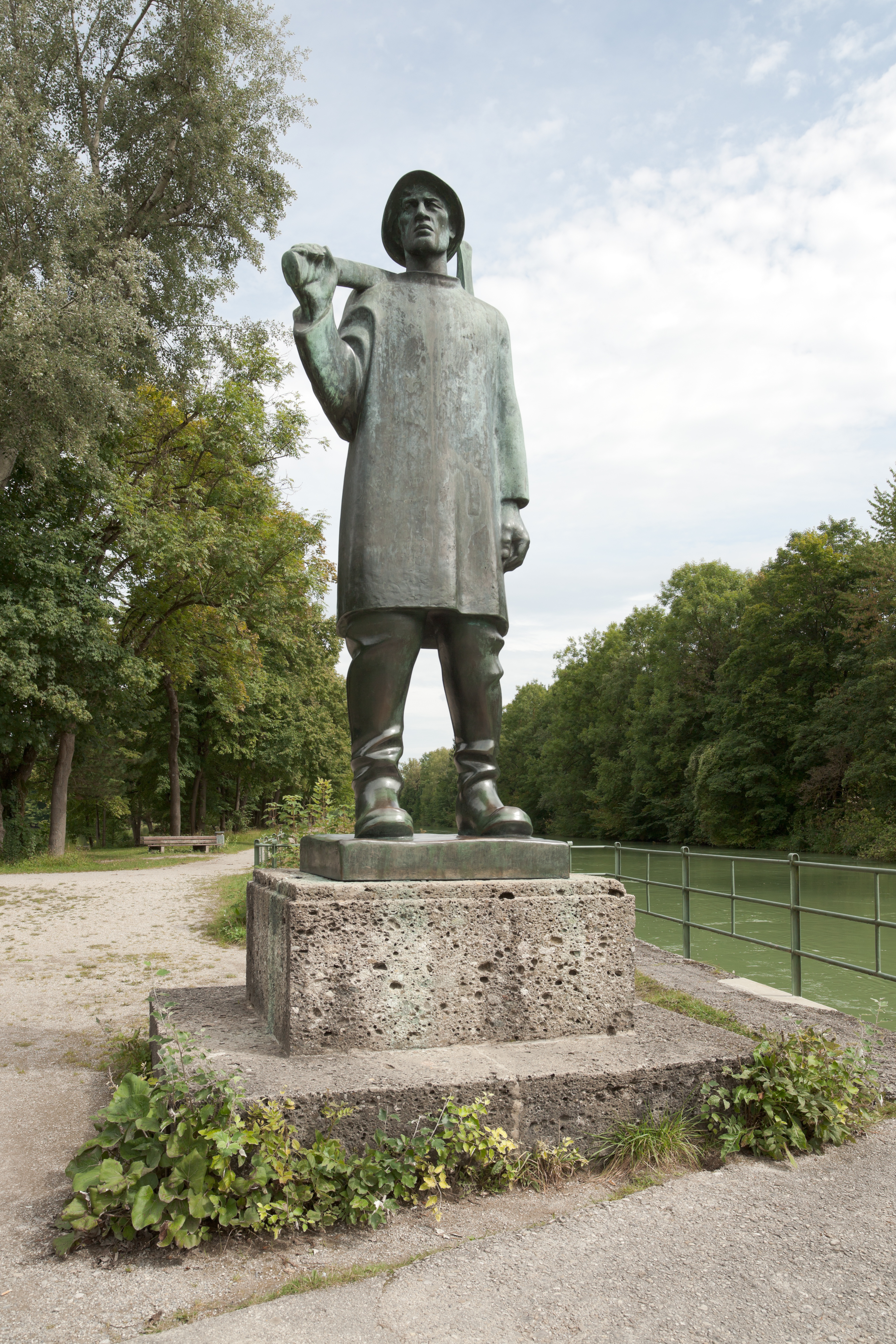
Der Isarflößer, München

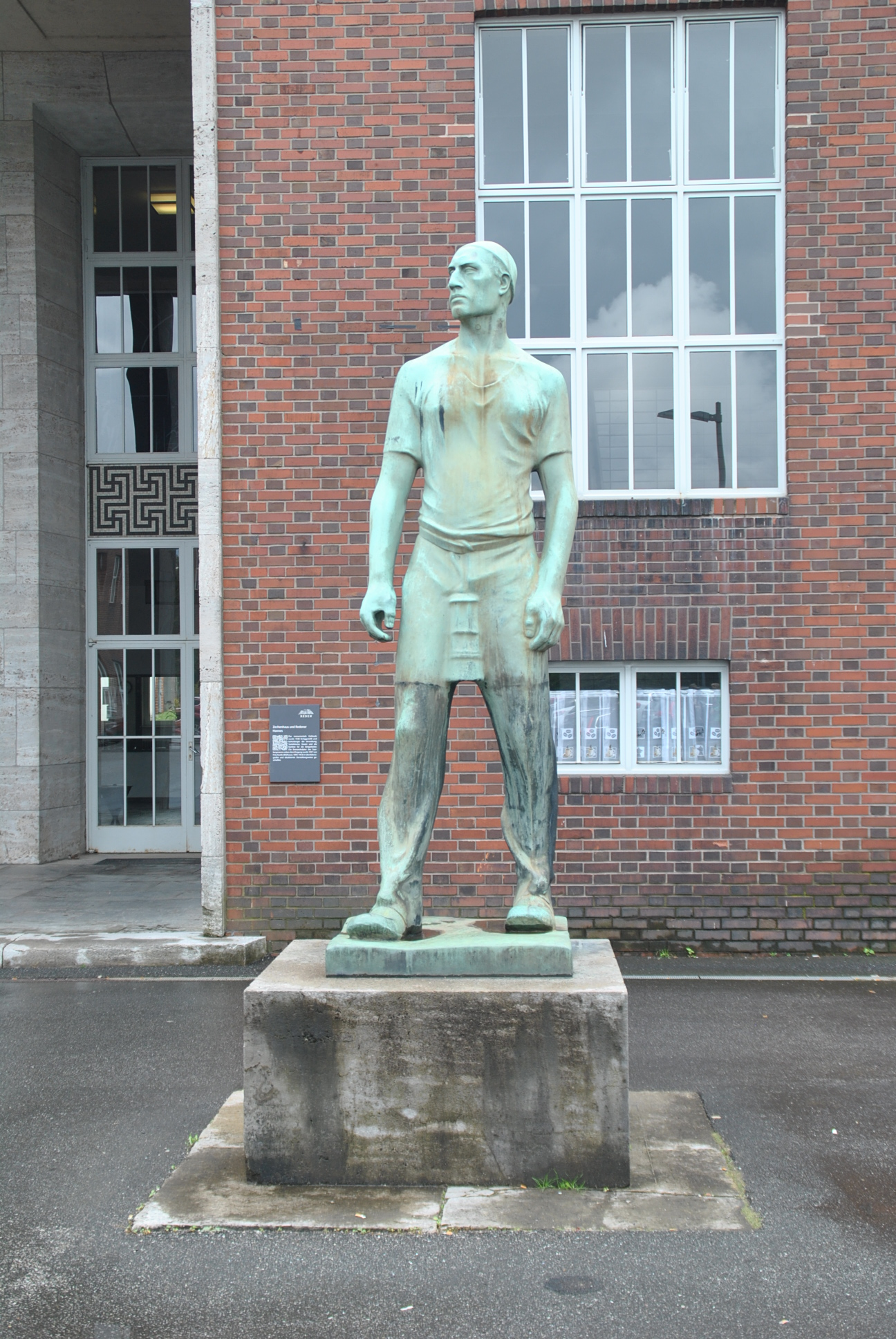
Der Saarbergmann, Landsweiler-Reden

Fritz Koelle (* 10. März 1895 in Augsburg; † 4. August 1953 in Probstzella im Interzonenzug München-Berlin) war ein deutscher Bildhauer.

## Leben
Nach dem Besuch der Kunstschule Augsburg und der Kunstgewerbeschule in Schwäbisch Gmünd studierte Koelle von 1912 bis 1914 an der Königlichen Kunstgewerbeschule München. Von 1914 bis 1918 nahm er als Soldat am Ersten Weltkrieg teil. Danach studierte er Bildhauerei bei Hermann Hahn an der Akademie der Bildenden Künste München. Nach dem Studium arbeitet er als freischaffender Künstler in München. Er war Mitglied der Münchner Neuen Secession.
Charakteristisch für Koelles Frühwerk sind seine Arbeiter-Skulpturen. Koelles Stellung in der Zeit des Nationalsozialismus ist ambivalent. Seine Plastik Blockwalzer (Bronze 1930) wurde 1933 im Zuge des Aufbaus der Mustersiedlung Ramersdorf entfernt. Der Hüttenarbeiter (Bronze, 1929) (Abbildung) wurde als „entartet“ eingeschmolzen. Aufgrund seiner „bolschewistischen Kunstauffassung“ wurde im Jahr 1934 eine Haftstrafe im Konzentrationslager Dachau beantragt. Nach wenigen Tagen Gestapo-Verhör wurde er aus der Haft entlassen. Eine an der Münchner Akademie zuvor in Aussicht gestellte Professur wurde ihm verwehrt.
Wie viele andere Künstler passte Fritz Koelle sich dann den Wünschen der Nazis an. In der Zeit des Nationalsozialismus war er Mitglied der Reichskammer der bildenden Künste. Für diese Zeit ist seine Teilnahme an 35 großen Gruppenausstellungen sicher belegt, u. a. von 1937 bis 1944 alle Großen Deutschen Kunstausstellungen in München, u. a. 1937 mit dem Saarbergmann mit Grubenlampe und 1942 mit Der Steinbrecher. 1940 zeigte er die 1936 als Auftragswerk entstandene Büste Bildnis Horst Wessel, die Adolf Hitler erwarb, und 1944 eine Büste des hochdekorierten Kampffliegers Werner Baumbach.
Koelle erhielt zahlreiche öffentliche Aufträge und wurde 1937 mit dem Westmarkpreis für Bildende Kunst (= Albert-Weisberger-Preis), einem vom NSDAP-Gau Saarpfalz vergebenen Kulturpreis, geehrt.
Unmittelbar nach Kriegsende wurde Koelles künstlerisches Schaffen im NS-Staat in einigen Medien verurteilt. Daneben wurden einige seiner nach 1945 entstandenen Plastiken wegen ihres linkspolitischen Gehalts als unbequem betrachtet, so Häftling eines Konzentrationslagers (Bronze, 22 cm, 1946; heute Nationalgalerie Berlin), Concordia / Eintracht (Bronze, 1948) und Der Arbeiter (1948). Auch nun scheiterten seine Versuche, eine Professur zu erlangen. Zu konform und zu angepasst an das Kunstverständnis des NS-Regimes seien seine Werke gewesen, so lauteten die Stimmen seiner Kritiker.
1946 wurde Koelle dann als politisch Verfolgter anerkannt. Im Jahr 1949 nahm er eine Professur für Plastik an der HfbK in Dresden an und wurde noch im gleichen Jahr Dekan der Abteilung Plastik. Im Jahr 1951 (nach anderen Quellen 1950) arbeitete er an der Hochschule für angewandte Kunst in Berlin-Weißensee. Schüler von Koelle, welche er in Dresden und Berlin unterrichtete, waren u. a. Lieselotte Dankworth, Jürgen von Woyski, Werner Rosenthal und Gerhard Thieme.
Besonders eindrucksvoll und erschütternd ist die 1946 als Mahnmal für die KZ-Gedenkstätte Dachau vorgesehene Skulptur Inferno, die jedoch als zu grausame Darstellung erachtet und somit abgelehnt wurde. Koelle fertigte daraufhin eine weitere Plastik KZ-Häftling an, die vor dem Krematorium des Konzentrationslagers Dachau aufgestellt wurde.
Koelle war mit der Malerin Elisabeth Koelle-Karmann verheiratet. Sein künstlerischer Nachlass befindet sich im Schaezlerpalais in Augsburg, der schriftliche liegt im Deutschen Kunstarchiv im Germanischen Nationalmuseum.
In Augsburg ist die Fritz-Koelle-Straße nach ihm benannt.

## Rezeption
„Seine Arbeitsmänner und Kumpels haben die reale, um nicht zu sagen realistische Monumentalität der Arbeit. … Phrasen- und posenlos, ohne die geringsten heroischen oder heroisierenden Akzente … Im Nationalsozialismus pflegte man solcherlei Gestaltungen und Gestalten „entartet“ zu nennen und bestenfalls in die Ecke zu stellen.“

## Werke (Auswahl)
- 1914 – Löwe (Bronze)
- 1917 – Mädchenakt (Gips)
- 1918 – Artilleriebeobachter (Eisenguss), WVZ Nr. 015, Dauerleihgabe an Gemeinde Ottmarshausen, 86356 Neusäß, am Kriegerdenkmal
- 1920 – Mädchenbüste (Terrakotta)
- 1920 – hockendes Mädchen (Stein)
- 1921 – Portraitbüste seines Vaters (Terrakotta)
- 1923 – Mädchenakt (Bronze)
- 1924 – Portraitbüste R. Schwarz (Bronze)
- 1924 – Selbstbildnis (Porträtbüste, Bronze)[10]
- 1925 – Der Hochofenarbeiter (Bronze)[11]
- 1925 – Arbeiterkind (Bronze)
- 1926 – Eisenwalzarbeiter (Gips)
- 1927 – Bergmann vor der Einfahrt (Bronze, Höhe: 196 cm, 1927, eines von zwei Exemplaren im Bestand der Nationalgalerie Berlin; steht oder stand seit 1981 im Garten des Otto-Nagel-Hauses, Berlin)[12][13]
- 1929 – Der Hüttenarbeiter (Bronze)[1] (Abbildung)
- 1929 – Kopf eines Bergarbeiters (Bronze)[14]
- 1931 – Stehender Mann/Arbeiter (Bronze)[15]

- 1935 – Saar-Gedenkmünze[16]

## Teilnahme an zentralen und wichtigen regionalen Ausstellungen in der DDR (Auswahl)
- 1953: Dresden, Dritte Deutsche Kunstausstellung[17]
- 1978: Berlin, Altes Museum („Revolution und Realismus“)
- 1979: Berlin, Altes Museum („Weggefährden – Zeitgenossen. Bildende Kunst aus 3 Jahrzehnten “)
- 1986: Leipzig, Museum der Bildenden Künste („Worin unsere Stärke besteht“)